# Frederikke Thøgersen
Frederikke Thøgersen, née le 24 juillet 1995 à Thisted au Danemark, est une footballeuse internationale danoise qui joue au poste d'arrière droite à l'AS Roma.

## Biographie

### Carrière en club
Frederikke Thøgersen joue six saisons avec le Fortuna Hjørring après avoir quitté en 2013 l'équipe de sa ville natale, le Thisted FC. Au total, elle remporte avec le club trois titres de champion et deux coupes.
En mai 2019, la joueuse signe un contrat de deux ans avec la Fiorentina, son premier club étranger,.

### Carrière internationale
Au cours de sa jeunesse, Frederikke Thøgersen joue pour l'équipe nationale du Danemark à plusieurs niveaux, elle remporte notamment une médaille de bronze au Championnat d'Europe féminin de football des moins de 17 ans 2012.
La joueuse fait ses débuts internationaux dans l'équipe senior du Danemark le 5 mars 2014 lors d'un match contre la Suède durant l'Algarve Cup. En 2017, elle est sélectionnée dans l'équipe finaliste du Championnat féminin de l'UEFA.

### Vie privée
Frederikke Thøgersen est en couple avec le défenseur du Vendsyssel FF Søren Henriksen depuis janvier 2018.

## Palmarès
- Fortuna Hjørring :
  - Elitedivisionen : 2013-2014, 2015-2016 et 2017-2018
  - Coupe du Danemark féminine de football : 2015-2016 et 2018-2019